# 1770-talet

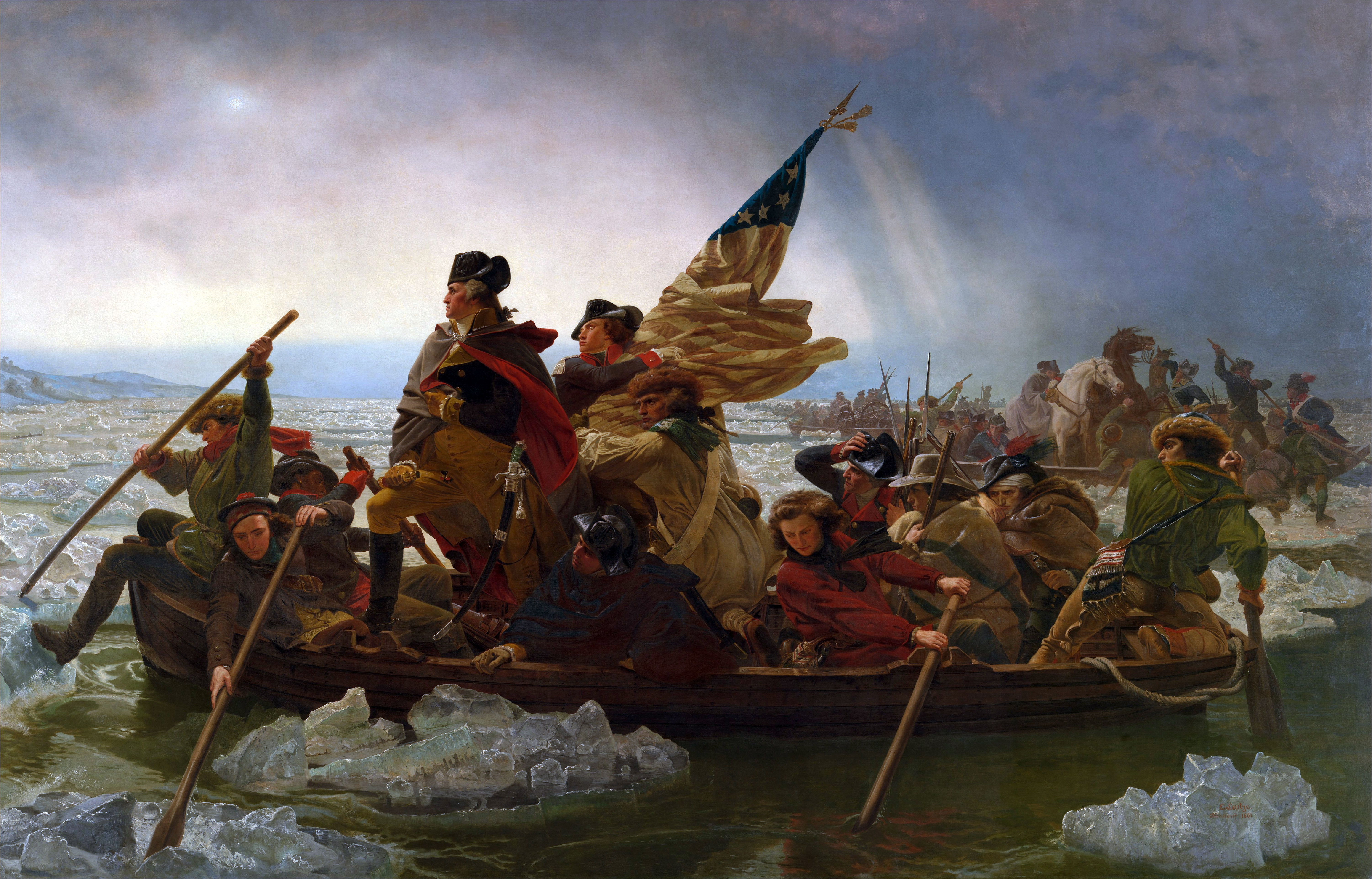
USA utropade sig självständigt 1776.

## Händelser
- 1772 - Polens första delning utförs.
- 16 december 1773 - Tebjudningen i Boston äger rum.
- 4 juli 1776 - 13 brittiska kolonier på den nordamerikanska kontinenten förklarar sig självständiga som unionen USA. Storbritanniens regering svarar först med våld.

## Födda
- 16 december 1775 - Jane Austen, brittisk författare.

## Avlidna
- 10 januari 1778 - Carl von Linné, svensk naturforskare och biolog (född 1707).